# Orsidis singaporensis
Orsidis singaporensis är en skalbaggsart som beskrevs av Stefan von Breuning 1979. Orsidis singaporensis ingår i släktet Orsidis och familjen långhorningar. Inga underarter finns listade i Catalogue of Life.